# Тула (моторолер)
Тула- моторолер виробництва Тульського машинобудівного заводу (ТМЗ).
«Тула» Т-200 перший радянський моторолер з двигуном об’ємом 200 куб. см., ( 1957 р.), поклав початок серії машин що вироблялись до 1996 року.

## Історія створення
Як і інші військові підприємства СРСР, Тульський машинобудівний завод (ТМЗ), почав освоювати нову для себе продукцію в середині  1950-х років. На основі вивезеного з Німеччини як репарації обладнання та деталей в країні випускалася мотоцикли, однак ринок нових , модних за кордоном моторолерів залишився неосвоєний. У зв'язку з цим було видано урядову постанову, згідно з якою двом заводам (в Тулі і В’ятських Полянах) було доручено почати розробку моторолерів. В'ятско-Полянський машинобудівний завод зайнявся виробництвом моторолера «В’ятка» на базі італійського скутера Vespa, а конструктори Тульського заводу взяли за основу модель Goggo 200 німецької фірми Hans Glas GmbH.  Як варіанти розглядалися також скутери Puch та Peugeot, проте 10-дюймові колеса Goggo-Roller і його висока прохідність виявилися більш прийнятними для умов СРСР. В 1957 році  ТМЗ випустив перший моторолер Т-200 - яскраво синього кольору.
Моторолер «Тула» Т-200 був оснащений  двигуном об’ємом 199 куб.см. з системою примусового повітряного охолодження , з 4-ступінчастою коробкою передач, задньою ланцюговою передачею та 12-вольтовим електроустаткуванням. Двигун запускався електричним династартером. Перемикання передач  здійснювалися ножною  педаллю, мав запасне колесо. Витрата пального складала близько 3,4 л. на 100 км, при швидкості 50 км/год.
Моторолер  «Тула»  важив 155 кг (важче, ніж Goggo-Roller на 15 кг) та розганявся до 80 км/год. при потужності двигуна  8 к.с., тоді як потужність німецького прототипу становила  9,5 к.с. Доступ до двигуна був значно спрощений, а номер включеної передачі можна було побачити на приладовій панелі.  Для того періоду часу «Тула» став «люксовим» моторолером.

## Наступні моделі

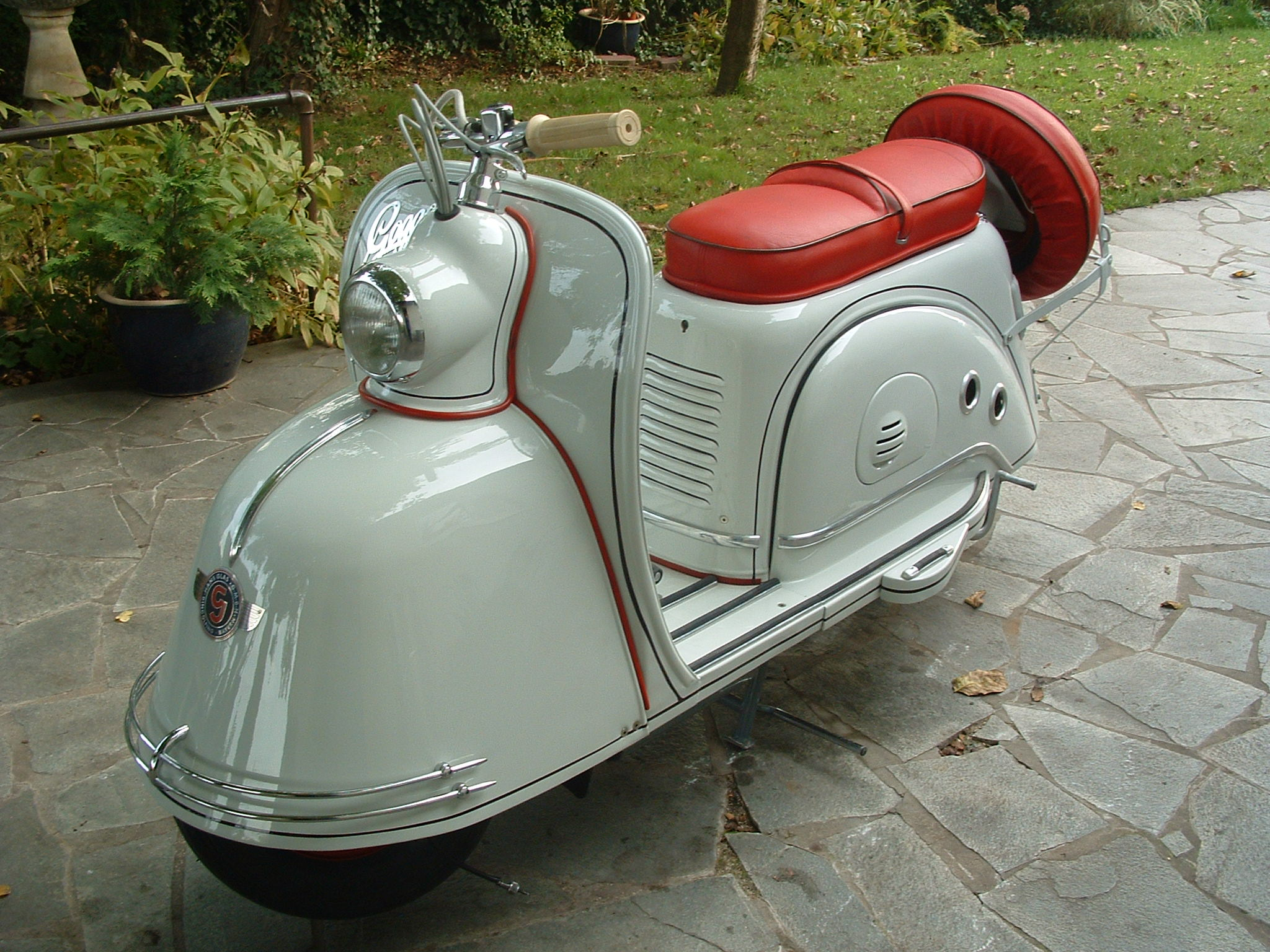
Прототип моторолера "Тула" Glas Goggo-Roller 200, 1954 рік

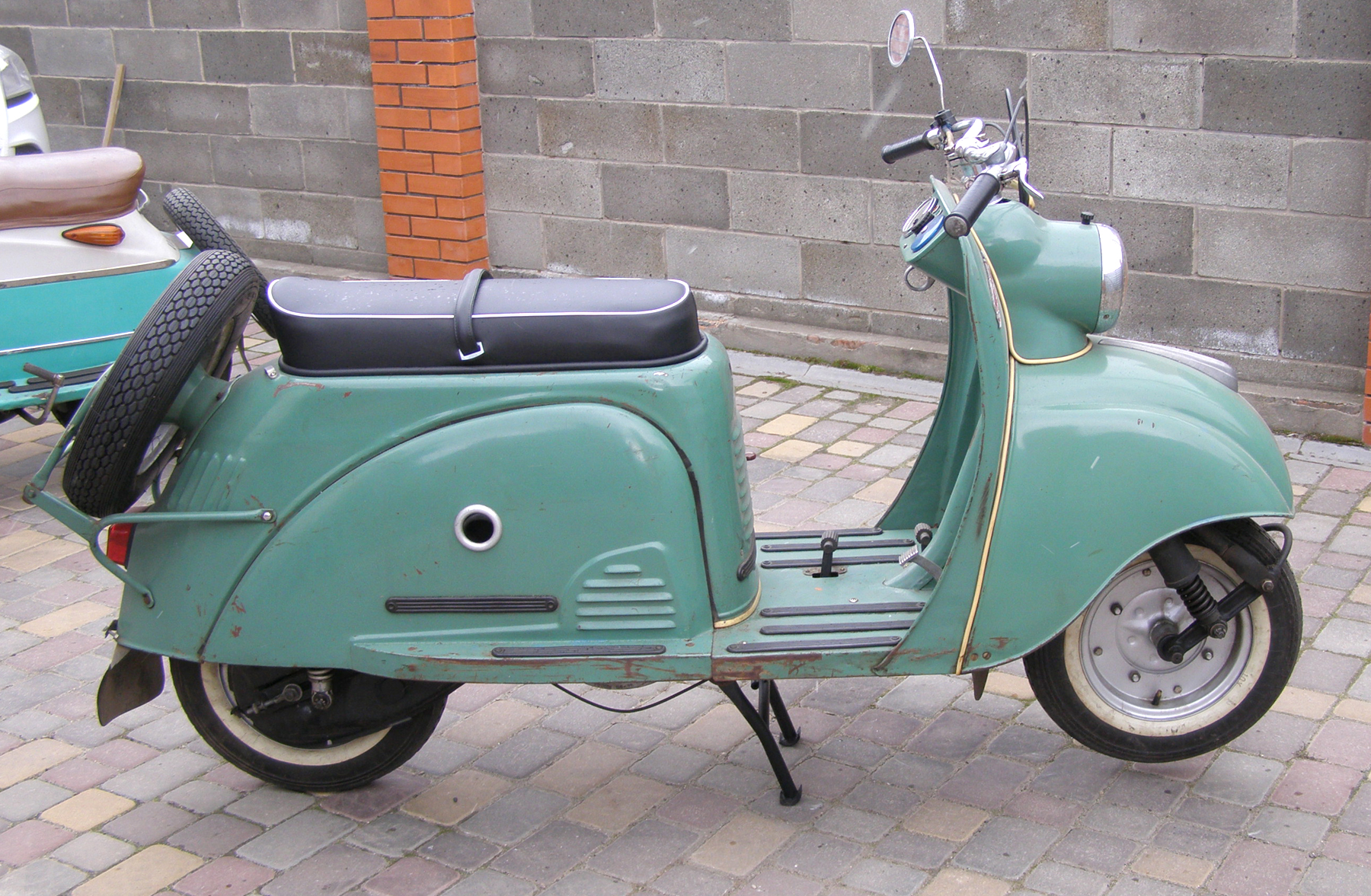
Моторолер «Тула» Т-200М

##### Модель Т-200М
В 1961 році з'явилася модернізована , більш легка модель Т-200М.  Її оснастили двигуном потужністю 9 к.с., новим масляним фільтром, переднім крилом  зміненої форми і новою передньою вилкою.  Проте згодом передню вилку Т-200М тягнучого тип знову замінили на штовхаючу.
В цей же період  ТМЗ випустив триколісний вантажний моторолер ТГ-200, а згодом і модифікацію з боковим причепом Т-200К.

##### Модель «Турист»
У 1967  році почався серійний випуск моторолерів «Турист» світло-зеленого кольору  з несним сталевим кузовом, важільною  вилкою штовхаючого типу, і попереднім  двигуном, потужність якого збільшили до 11 к.с. Моторолер розганявся до 85 км / год , відрізнявся гарною  керованістю, проте його основними недоліками стали нерегульоване кермо та електросистема. Спочатку у «Туриста» був багажний відсік на передньому крилі, однак згодом розробники від нього відмовилися з міркувань  безпеки, тому що  була велика ймовірність падіння вантажу під колеса.
Моторолер оснастили зовнішнім сигароподібним глушником мотоциклетного типу та алюмінієвим циліндром  із чавунною гільзою (раніше був чавунний). Моторолер «Турист» розробляли спеціально для далеких поїздок, хоча він був досить важким і оснащувався маленькими колесами, що знаходило відображення на його динамічні характеристики. Пізніше з'явилася інша модифікація «Туриста» - модель «Турист-М», але через рік завод почав  масове виробництво триколісного вантажного моторолера «Муравєй» ТГМ-200.

##### «Муравєй» ТГМ-200
Вантажний моторолер «Мураха» (рос. Муравей) був створений за аналогією з італійським триколісними машинами вантажопідйомністю 350 кг, оснащених 170-кубовим мотором. Двигун у моторолера  «Муравєй» як і у його зарубіжних прототипів, знаходився під сидінням. «Мураха» випускався в трьох модифікаціях: модель серії 5.402 була оснащена одноциліндровим двотактним двигуном об'ємом 199 куб.см. і потужністю 11 л.с. і могла розігнатися до 55 км / год. 
Випускалися також вантажні моторолери з кабіною і з фургоном. До19 80 року Тульський машинобудівний завод виробляв, згідно з планом, 80% легкових моторолерів і лише 20% - вантажних, тому що  вантажний моторолер «Муравєй» в масовий продаж тоді не надходив. Коли було дозволено продавати вантажний моторолер населенню, заводу довелося змінити  співвідношення легкових і вантажних моторолерів на зворотне, після чого частка легкових моторолерів в загальному обсязі продукції скоротилася до 5%. У 1988 році 84% всієї мототехніки, виробленої Тульським заводом, припадала на вантажний моторолер «Муравєй».

##### Модель «Туліца»

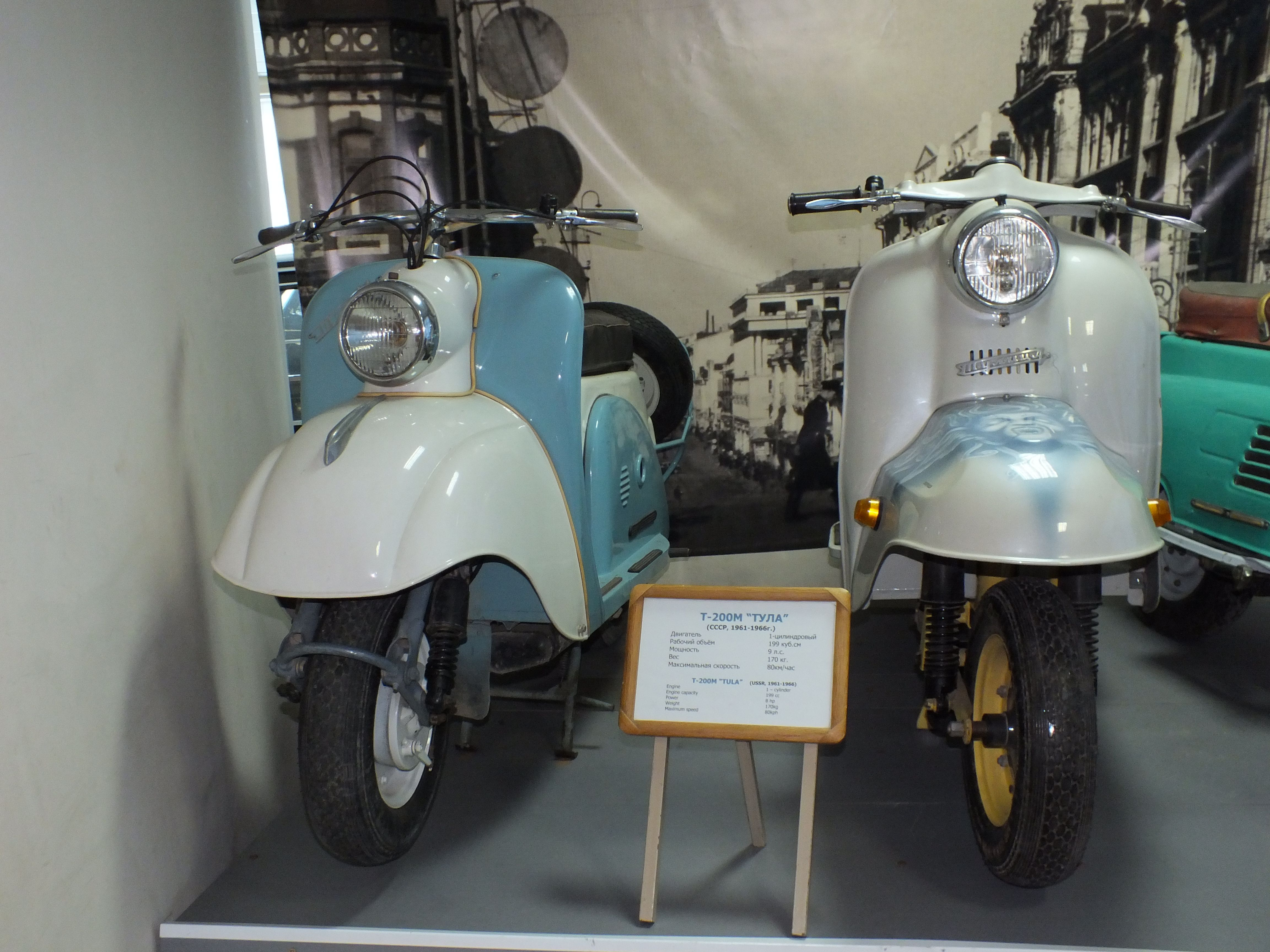
Моторолери «Тула» Т-200М (ліворуч) та «Туліца» (праворуч)

Конструктори Тульського машинобудівного заводу продовжували працювати над тим, щоб зменшити вагу моторолерів і збільшити потужність двигунів. Так з'явився легковий моторолер «Туліца», який запустили в серійне виробництво в 1978  році. Моторолер «Туліца» важив 140 кг і розганявся до 100 км /год. при потужності двигуна 14 к.с. На відміну від «Туриста», на «Туліцу» було встановлений 12-вольтовий акумулятор та була відсутнія інструментальна скринька над колесом.  
Моторолер «Туліца» теж мав свої недоліки: зокрема, було складно користуватися центральною підніжкою через значну вагу моторолера, а надто жорстке зчеплення доставляло незручності. Пізніше з'явилася нова модель «Туліца-02М» з двигуном потужністю 14,5 к.с., яка була легше «Туліци» першого покоління на 6 кг. «Тулица-02М» стала останньою моделлю в історії серійних моторолерів ТМЗ. Постійна проблема з придбанням запчастин, деякою мірою вирішувалася за допомогою замовлень через «Посилторг». 

## Припинення виробництва
З початком 1990 років,  попит на моторолери став катастрофічно падати, в тому числі і тому, що на ринку з'явилася велика кількість скутерів закордонного виробництва. В результаті цього в 1996  році віробництво  моторолера «Тула» було остаточно припинено. 
Історія моделей «Тула» і «Муравєй» була більш тривалою та насиченою, ніж історія  моторолерів  «В'ятка».